# アメリカン・ビューティー
『アメリカン・ビューティー』（原題: American Beauty）は、1999年製作のアメリカ映画。サム・メンデス監督作品。
平凡な核家族が崩壊する過程で、現代アメリカ社会の抱える闇を時にコミカルに描き出す。娘の同級生に恋する中年男性をケヴィン・スペイシーが演じている。
第72回アカデミー賞で作品賞を受賞した。

## ストーリー
広告代理店に勤め、シカゴ郊外に住む42歳のレスター・バーナム。彼は一見幸せな家庭を築いているように見える。
しかし不動産業を営む妻のキャロラインは見栄っ張りで自分が成功することで頭がいっぱい。娘のジェーンは典型的なティーンエイジャーで、父親のことを嫌っている。レスター自身も中年の危機を感じていた。
そんなある日、レスターは娘のチアリーディングを見に行って、彼女の親友アンジェラに恋をしてしまう。そのときから、諦めきったレスターの周りに完成していた均衡は徐々に崩れ、彼の家族をめぐる人々の本音と真実が暴かれてゆく。

## キャスト
| 役名                   | 俳優                     | 日本語吹替   | 日本語吹替                                 |
| 役名                   | 俳優                     | ソフト版     | TBS版                                      |
| ---------------------- | ------------------------ | ------------ | ------------------------------------------ |
| レスター・バーナム     | ケヴィン・スペイシー     | 寺泉憲       | 木下浩之                                   |
| キャロライン・バーナム | アネット・ベニング       | 小山茉美     | 唐沢潤                                     |
| ジェーン・バーナム     | ソーラ・バーチ           | 小笠原亜里沙 | 神田朱未                                   |
| リッキー・フィッツ     | ウェス・ベントリー       | 谷川俊       | 大水忠相                                   |
| アンジェラ・ヘイズ     | ミーナ・スヴァーリ       | 小島幸子     | 笠原弘子                                   |
| バディ・ケーン         | ピーター・ギャラガー     | 中田譲治     | 石住昭彦                                   |
| バーバラ・フィッツ     | アリソン・ジャネイ       | 吉沢希梨     |                                            |
| フランク・フィッツ大佐 | クリス・クーパー         | 西村知道     | 諸角憲一                                   |
| ジム・オールメイヤー   | スコット・バクラ         |              |                                            |
| ジム・バークリー       | サム・ロバーズ           |              |                                            |
| ブラッド・デュプリー   | バリー・デル・シャーマン | 井上倫宏     |                                            |
| 日本語版制作スタッフ   |                          |              |                                            |
| プロデューサー         |                          |              | 安倍純子                                   |
| 監修                   |                          |              | 上田正人                                   |
| 演出                   |                          | 中野洋志     | 加藤敏                                     |
| 翻訳                   | 戸田奈津子（字幕）       | 栗原とみ子   | 小寺陽子                                   |
| 調整                   |                          | 堀内唯史     | 大浦伸浩                                   |
| 録音                   |                          | ACスタジオ   |                                            |
| 制作担当               |                          |              | 梅原潤一                                   |
| 制作                   |                          | ACクリエイト | 東北新社 TBS                               |
| 初回放送               |                          |              | 2003年6月17日 『映画特別企画』 21:00-23:24 |

## 製作
アラン・ボールが執筆した脚本を、プロデューサーのブルース・コーエンがドリームワークスに持ち込むことで映画の製作がスタートした。映画の製作スタッフは『キャバレー』で成功を収めた若手演出家のサム・メンデスに監督を依頼、彼にとってこの作品が初めての監督作品となった。メンデスが演出した舞台を観て感銘を受けたドリームワークス代表のスティーヴン・スピルバーグは、彼なら映画でもやっていけるとその才能に太鼓判を押したという。

## テーマ
「アメリカン・ビューティー」とはバラの品種の一つである。色は真紅で、発祥の地はアメリカ合衆国。映画の中でこのバラは様々な意味を持っている。例えば「豊かな家庭の象徴」としてキャロラインが自宅の庭に赤いバラを栽培し、「官能の象徴」としてレスターの妄想の中でアンジェラと共に赤いバラの花弁が登場している。

## 反響・評価
映画は1999年10月1日に公開され、大ヒットを記録。アメリカ国内で約1億3000万ドル、国外で約2億2600万ドルの興行収入を挙げた。
同年度のアカデミー賞では作品賞を含む8部門の候補となり、そのうち作品賞、監督賞、主演男優賞、脚本賞、撮影賞の5部門で受賞した。他にもゴールデングローブ賞作品賞（ドラマ部門）、監督賞、脚本賞、英国アカデミー賞 作品賞、主演男優賞、主演女優賞、撮影賞、トロント国際映画祭観客賞など受賞多数。

## DVD
日本盤DVDでは、PAL規格（1秒25コマのソース）を日本版のNTSC規格に変換しており、本来1秒24コマのはずが1コマ多くなっており、本編が早回しになっている。
この為か、日本のメデイアでは本編117分と紹介される場合が多いが、正確な本編の時間は122分である。